# Nocona
Nocona – miasto w Stanach Zjednoczonych, w stanie Teksas, w hrabstwie Montague.